# Сонет 3

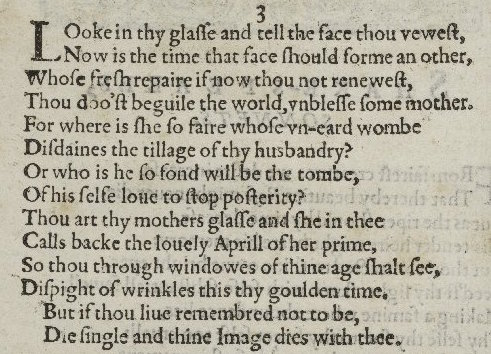
Сонет 3

Сонет 3 (англ. Sonnet 3) — третий в серии из 154 сонетов, написанных Уильямом Шекспиром и впервые опубликованных в 1609 году. Дата написания неизвестна, существуют разные гипотезы на этот счёт. По результатам компьютерного анализа создание первых 60 сонетов датируют началом 1590-х годов, а к началу 1600-х относят их редактирование, но не все исследователи с этим согласны. Возможно, Шекспир редактировал все сонеты до момента их публикации.
Предположительно первое издание не было авторизованным. Тем не менее начиная с 1711 года сонеты публикуются в той же последовательности, и учёные на основе изначальной нумерации раскрывают историю любовного треугольника, которая служит подтекстом для всего цикла.
Третий сонет относится к числу стихотворений, посвящённых другу: в них Шекспир обращается к не названному по имени молодому мужчине. Личность последнего остаётся загадкой, но в большинстве гипотез фигурируют Генри Ризли, 3-й граф Саутгемптон, и Уильям Герберт, 3-й граф Пембрук.
Как во всех сонетах с 1-го по 17-й, Шекспир здесь убеждает адресата стихотворения вступить в брак и оставить детей, продлив таким образом во времени собственную красоту. Центральное место в этом сонете занимает мотив зеркального отражения: друг автора увидит себя в своих детях подобно тому, как в нём видит себя его мать. Упоминание матери адресата (а не отца, что было бы более естественно) может означать, что она была в своё время светской красавицей. Некоторые шекспироведы считают это аргументом против версии о Ризли как друге поэта: его мать красавицей не считалась.
Ещё один важный мотив в сонете — уподобление женщины почве, а мужчины — земледельцу, который эту почву возделывает.
Как почти все сонеты Шекспира (кроме 145-го), третий сонет написан пятистопным ямбом.